# Contributo di solidarietà
Il contributo di solidarietà, in Italia nell'ambito della previdenza di primo pilastro con sistema di gestione a ripartizione, è la quota di pensione richiesta dagli enti stessi per finanziare la gestione del servizio in situazioni di disavanzo dovuto al debito pensionistico latente non più sostenibile.
Il contributo di solidarietà non dà diritto a future prestazioni pensionistiche.

## Il dibattito pubblico
Affrontare il dibattito sul contributo di solidarietà significa affrontare il tema dei diritti acquisiti nel campo del diritto della previdenza sociale, sul quale ha inciso la percezione, nell'opinione pubblica, in ordine all'obsolescenza della giurisprudenza della Corte di Cassazione sull'intangibilità dei diritti acquisiti: percezione sicuramente dovuta alle modifiche al sistema pensionistico pubblico in Italia dopo la riforma delle pensioni Fornero.
A ridosso delle riforma pensionistica intrapresa dal governo Monti, la stampa pose il problema delle posizioni previdenziali elevate e dell'opportunità del loro assoggettamento all'equivalente di un salary cap.
La posizione speculare è invece quella che vorrebbe lasciare senza alcun limite gli emolumenti previdenziali versati per le prestazioni lavorative ritenute produttive, e comprimere percentualmente, invece, le pensioni dei lavori ritenuti improduttivi.
Il punto di equilibrio, nella legislazione italiana, fu trovato imponendo un contributo di solidarietà, misurato in percentuale su tutte le pensioni più elevate, sia pubbliche che private.

## Il contributo di solidarietà nella riforma delle pensioni Fornero
Il contributo di solidarietà, serve per finanziare gli enti previdenziali con sistema di gestione a ripartizione, andando direttamente ad integrare il patrimonio netto dell'ente. Non vi è quindi un accantonamento del capitale versato a garanzia delle prestazioni future.
La legge Fornero provvedette, una prima volta, mediante l'introduzione del contributo di perequazione, di cui alle seguenti disposizioni.
Comma 21 - contributo di solidarietà a carico dei pensionati dal 2012 al 2017
Comma 24 - verifica della sostenibilità delle casse dei professionisti

## Il primo contenzioso costituzionale
La sentenza della Corte costituzionale 116/2013 provvide all'annullamento del contributo di solidarietà come modificato dalla riforma Fornero: con la sentenza del 3/6/2013 la Corte dichiarava la norma illegittima, in quanto, non colpendo gli altri redditi da lavoro equiparabili ai trattamenti pensionistici elevati, violava sia il principio di eguaglianza formale che il principio di capacità contributiva ex artt. 3 e 53 Cost.

## Il contributo di solidarietà nella legge di stabilità del governo Letta
L. 27 dicembre 2013, n. 147: Disposizioni per la formazione del bilancio annuale e pluriennale dello Stato (Legge di stabilità 2014). (13G00191) (GU n.302 del 27-12-2013 - Suppl. Ordinario n. 87)
Comma 486 dell'art. 1 della L. 147/2013 (Finanziaria 2014)

## Il secondo contenzioso costituzionale
La novità del contributo del governo Letta, rispetto al contributo del 2011, "fu la parziale destinazione dei proventi verso un fondo di solidarietà per i cosiddetti esodati. Nel disegno del legislatore, tali risorse, infatti, non confluendo nelle casse dello Stato, bensì nelle singole gestioni previdenziali, venivano supposte configurare una prestazione patrimoniale imposta ex art. 23 Cost. e non un tributo".
Ciò nondimeno, anche questa seconda misura è stata oggetto di ordinanze di remissione alla Corte costituzionale di questioni di costituzionalità, decise il 5 luglio 2016 nel senso della loro infondatezza, con conseguente conferma delle previsioni della legge Letta.

### Leggi
- Decreto-legge 6 dicembre 2011, n. 201, articolo 24, in materia di "Disposizioni urgenti per la crescita, l'equita' e il consolidamento dei conti pubblici."

- Legge 8 agosto 1995, n. 335, in materia di "Riforma del sistema pensionistico obbligatorio e complementare."

### News
- Blocco indicizzazione delle pensioni: la Corte dei Conti solleva questione di costituzionalità, in Lavoro e Fisco. URL consultato il 24 settembre 2014 (archiviato dall'url originale il 20 marzo 2015).
- Renato Brunetta, Quel balletto sulle pensioni da una mazzata sulla ripresa (PDF), in Il Giornale. URL consultato il 25 agosto 2014 (archiviato dall'url originale il 26 agosto 2014).
- Valentina Conte, Contributivo, retributivo e diritti acquisiti tutti i numeri dell'equità previdenziale, in La Repubblica. URL consultato il 25 agosto 2014.
- Ixè, l'83% degli italiani dice sì al prelievo sulle pensioni, in Italia Oggi. URL consultato il 22 agosto 2014.
- Pensioni d’oro, le tartassiamo? #RazziStaiSereno, in Il Fatto Quotidiano. URL consultato il 21 agosto 2014.
- Pensioni 2014, il contributo di solidarietà esiste già. Ecco perché, in LeggiOggi. URL consultato il 20 agosto 2014.
- Pensioni, sono 188mila quelle oltre 5mila euro, in LavoroFisco. URL consultato il 20 agosto 2014 (archiviato dall'url originale il 21 agosto 2014).
- Alberto Brambilla, Pensioni, la tentazione dei tagli I no della Consulta e i conti sbagliati, in Il Corriere della Sera. URL consultato il 20 agosto 2014.
- Michele Carugi, Pensioni: le ambiguità estive di Poletti, in Il Fatto Quotidiano. URL consultato il 19 agosto 2014.
- Laura Cavestri, Fornero: le Casse non hanno sostenibilità a 50 anni, in Il sole 24 ore. URL consultato il 29 marzo 2013.
- Pensioni: Fornero, non pensabile siano più lunghe della vita lavorativa, in ASCA. URL consultato il 3 aprile 2013 (archiviato dall'url originale il 25 ottobre 2013).
- Se il Pil crolla le pensioni calano a picco, in La Repubblica. URL consultato il 12 aprile 2013.

### Sentenze
- Corte Costituzionale sentenza 116/2013 pdf, su gazzettaufficiale.it. URL consultato il 20 agosto 2014.
- Corte Costituzionale sentenza 116/2013, su gazzettaufficiale.it. URL consultato il 20 agosto 2014.

### Web
- Gilberto Muraro, Pensioni alte: maneggiare con cautela, su lavoce.info. URL consultato il 29 agosto 2014.
- Pasquale Sandulli, La Corte costituzionale distingue fra equità fiscale ed equità previdenziale: a proposito della sentenza n. 116/2013 (PDF), su amministrazioneincammino.luiss.it. URL consultato il 28 agosto 2014 (archiviato dall'url originale il 3 settembre 2014).
- Pasquale Sandulli, Assestamenti della riforma pensionistica e dintorni, su treccani.it. URL consultato il 28 agosto 2014.
- Sistemi finanziari di gestione dei fondi previdenziali e metodi di calcolo delle prestazioni, su docs.google.com. URL consultato il 20 marzo 2013.
- EVOLUZIONE DELLA LEGISLAZIONE PENSIONISTICA DI BASE, su lavoro.gov.it. URL consultato il 27 giugno 2021 (archiviato dall'url originale il 30 aprile 2013).
- Carlo A. Bollino, Elementi di economia politica, 4ª ed., Morlacchi Editore, 2008, ISBN 88-89422-38-6.